# Carmen Zapata
Carmen Margarita Zapata (New York, 15 juli 1927 – Van Nuys, nabij Los Angeles, 5 januari 2014) was een Amerikaans actrice.

## Levensloop en carrière
Zapata werd geboren in 1927. In 1969 werd ze actrice. Ze speelde onder meer in Batman: The Animated Series, Boss Nigger, Married with Children, Santa Barbara, Jake and the Fatman, Sister Act en Sister Act 2: Back in the Habit. Zapata was een van de medeoprichter van de Screen Actors Guild, de vakbond voor acteurs.
Ze overleed op 86-jarige leeftijd en is begraven in Holy Cross Cemetery in Culver City.